# استن برتون
استن برتون (انگلیسی: Stan Burton; ۳ دسامبر ۱۹۱۲ – ۱۹۷۷ (۶۴−۶۵ سال)) بازیکن فوتبال اهل بریتانیا بود.
از باشگاه‌هایی که در آن بازی کرده‌است می‌توان به باشگاه فوتبال شفیلد ونزدی، باشگاه فوتبال پیتربورو یونایتد، باشگاه فوتبال دونکستر راورز، باشگاه فوتبال ولورهمپتون واندررز، و باشگاه فوتبال وستهام یونایتد اشاره کرد.